# Gampópa
Gampópa, „a gampói ember” (tibeti: སྒམ་པོ་པ་) vagy Szönam Rincsen (tibeti: བསོད་ནམས་རིན་ཆེན་, wylie: bszod namsz rin csen, 1079–1153), vagy más néven Dakpo Lhardzse, „a dakpói orvos” (tibeti: དྭགས་པོ་ལྷ་རྗེ, wylie: dvagsz po lha rdzse) vagy Daö Zhönnu  a tibeti buddhizmus kagyü iskolájának alapítója.

## Élete
Gampópa a középkori Dvagszpo településről származó orvos volt, és Milarepa legfőbb tanítványa. Gampópa a kadam iskola tanításainak és a mahámudrá módszernek kiváló ismerője volt. Fiatal korában tanult orvostudományt. Egy bizonyos Csim Dzsosze Darma Vo lányát vette feleségül, akitől született egy gyermeke, ám az asszony és a gyermek is életüket vesztették. Ekkor mondott le a világi életről, a „háztulajdonosságról”. 1104-ben, 25 éves korában állt be szerzetesnek vagy Dakpo vagy Penyul területén, a Gyacsak Ri kolostorba ('phan yul rgya lcags ri), és ekkor vette fel a Szönam Rincsen nevet."
Gampópa helye a mahámudrá átadási vonalban a következő:
1. Tilopa (988-1069) – indiai jógi, aki legelőször tapasztalta a mahámudrá eredeti átadását.
2. Náropa (1016–1100) – a megvilágosodás felgyorsított elérésének módszerét alkotta meg – a mű amelyben elméletét kifejti: Náropa hat jógája.
3. Marpa (1012–1097) – a vonal első tibeti alakja, aki ótibeti nyelvre fordított le vadzsrajána és mahámudrá szövegeket
4. Milarepa (1052–1135) – költő és buddhista mester, aki egy élet alatt elérte a megvilágosodást.
5. Gampópa – Milarepa legjelentősebb tanítványa, aki beépítette Atísa kadam tanításait és Tilopa mahámudrá tanításait, mintegy megalapítva ezzel a kagyü vonalat

Őket nevezik az „öt alapító mesternek” a kagyüpában.
Milarepa előtt Gampópa a kadam iskolában tanult, ahol a lamrim tanításokra épülő fokozatos elv tana. Később Milarepa segítségével elérte a megvilágosodást.
Gampópa írta a A megszabadulás ékessége (dam chos yid bzhin nor bu thar pa rin po che'i rgyan) című művet és több úgynevezett gompát (tanközpontot) hozott létre. Négy legfőbb tanítványa alapította meg a négy „legfőbb” kagyü iskolát:
- barom kagyü – Barompa Darma Vangcsug (1127-1194?)[9][10]
- phagdru kagyü – Phagmo Drupa Dordzse Gyalpo (1110-1170)[9][11]
- karma kagyü – Tüszum Kjenpa, az 1. karmapa (1110-1193)[9][12]
- calpa kagyü – Zhang Judragpa Condru Drag (1123-1193)[9][13]